# Toboh Gadang
Toboh Gadang is een bestuurslaag in het regentschap Padang Pariaman van de provincie West-Sumatra, Indonesië. Toboh Gadang telt 8845 inwoners (volkstelling 2010).